# Paraswammerdamia nebulella
Paraswammerdamia nebulella ist ein Schmetterling (Nachtfalter) aus der Familie der Gespinst- und Knospenmotten (Yponomeutidae).

## Merkmale
Die Falter erreichen eine Flügelspannweite von 11 bis 14 Millimetern. Sie sind gräulich gefärbt und besitzen eine weiße Kopfbehaarung. Auf dem Vorderflügel befindet sich eine schwarze Punktreihe. Ein Sexualdimorphismus ist nicht ausgebildet, Zeichnung und Färbung variieren nur wenig.
Die Raupen erreichen eine Länge von sechs bis zehn Millimetern. Der Kopf ist ockerfarben, dorsal und lateral dunkel marmoriert und besitzt eine posterolaterale Zeichnung. Die Stirnplatte (Clypeus) ist weißlich, der Stemmatalbereich schwärzlich. Der Prothorakalschild ist schwarzbraun mit Ausnahme eines hellbraunen Bereiches auf beiden Seiten der Mittellinie. Die Mittellinie ist rein weiß gefärbt und am vorderen und hinteren Rand des Thorakalschildes am breitesten. Das Integument ist vor dem Thorakalschild schmal blassrosa umrandet. Der Thorax ist deutlich dünner als das Abdomen und mit einer breiten weißen Seitenlinie versehen. Die Oberfläche der Bauchbeine ist granuliert, Femur und Tibien sind schwärzlich gefärbt. Die Tarsen sind durchscheinend braun. Auf dem Raupenkörper verläuft eine dünne pupurrote Rückenlinie. Die weiße Seitenlinie ist auf dem ersten Hinterleibssegment und dem vorderen Teil des zweiten nur schmal, auf den Hinterleibssegmenten drei bis sieben besteht sie nur aus weißen Intersegmentpunkten, bevor sie auf den Segmenten acht und neun und dem vorderen Teil des Segmentes zehn als verschwommene Linie erscheint. Die Stigmen sind klein und nur mit optischen Hilfsmitteln sichtbar. Das Peritrema, ein ringförmiges Sklerit, dass die Atemöffnungen umgibt, ist gelblich gefärbt. Die Pinacula (Warzen oder kleine sklerotisierte Bereiche an der Borstenbasis) sind weiß und besitzen einen schwarzen Punkt an der Haarbasis. Die Raupenhaare sind durchscheinend braun gefärbt. Das dorsolaterale dunkelbraune Band setzt sich auf dem Analsegment fort und ist hier etwas rötlicher gefärbt. Es verläuft um die Analplatte herum in Richtung des Nachschiebers. Die Analplatte ist weißlich und hellbraun gescheckt und mit Haarbasispunkten versehen. Die Planta (eine sohlenartige Endplatte) und die Basis des Nachschiebers sind durchscheinend weißlich gefärbt. Die Basis des Nachschiebers besitzt an der äußeren Vorderseite einen rötlichbraunen oder schwarzen Ring. Der Hakenkranz des Nachschiebers ist schwarz, der Nachschieber selbst ist rötlichbraun. Eine große dunkelbraune, fast schwarze Zeichnung mit weißlicher Umrandung und schwarzen Haarbasispunkten verläuft zur äußeren Vorderseite des Nachschiebers und dessen Vorderende.

### Ähnliche Arten
- Swammerdamia pyrella (De Villers, 1789) Schwarze Punktreihe auf dem Vorderflügel undeutlich.
- Paraswammerdamia albicapitella (Scharfenberg, 1805) Hellerer Rücken und hellere Schulterplatte.

## Vorkommen
Die Art ist in Mitteleuropa verbreitet und nicht selten. Die Falter sind an Waldrändern, Gebüschen, Hecken und Gärten zu finden.

## Lebensweise
Die Raupen fressen hauptsächlich an Weißdornen (Crataegus) und Vogelbeere (Sorbus aucuparia), gelegentlich auch an Rosen (Rosa) und Fächer-Zwergmispel (Cotoneaster horizontalis). Die jungen Raupen minieren in den Blättern ihrer Nahrungspflanzen. Jungen Raupen überwintern. Später leben sie in für die Familie typischen weißen Gespinsten an Zweigen und Blättern. Im Juni verpuppen sich die Raupen in einem festen, weißen, mandelförmigem Kokon, der sich entweder unter einem feinen Gespinst an einem Zweig oder in einem oder mehreren zusammengesponnenen Blättern befindet.

### Flug- und Raupenzeiten
Paraswammerdamia nebulella bildet zwei Generationen, die von Juni bis Juli und von August bis September fliegen. Die Falter sind nachtaktiv und können häufig am Licht gefunden werden. Die Raupen können ab Juni beobachtet werden.

## Systematik

### Synonyme
- Paraswammerdamia lutarea (Haworth, 1828)[3]
- Erminea lutarea Haworth, 1828[3]
- Paraswammerdamia oxyacanthella Duponchel, 1842[3]